# Phthonoloba thalassias
Phthonoloba thalassias là một loài bướm đêm trong họ Geometridae.